# Division d'Honneur 1904-05
La Primera División de Bélgica 1904/05 fue la 10.ª temporada de la máxima competición futbolística en Bélgica. Esta temporada los dos grupos se unieron de nuevo en una división nacional: ésta fue también la última temporada antes de que se introdujo el ascenso y descenso con la creación de la división de "promoción".

## Tabla de posiciones
| Pos | Equipo                               | PJ | PG | PE | PP | GF | GC  | Pts | DG   | Notas                                 |
| --- | ------------------------------------ | -- | -- | -- | -- | -- | --- | --- | ---- | ------------------------------------- |
| 1   | Union Saint-Gilloise                 | 20 | 17 | 1  | 2  | 83 | 12  | 35  | +71  |                                       |
| 2   | Racing Club de Bruxelles             | 20 | 13 | 4  | 3  | 76 | 25  | 30  | +51  |                                       |
| 3   | F.C. Brugeois                        | 20 | 13 | 2  | 5  | 63 | 26  | 28  | +37  |                                       |
| 4   | F.C. Liégeois                        | 20 | 13 | 1  | 6  | 48 | 29  | 27  | +19  |                                       |
| 5   | Daring Club de Bruxelles             | 19 | 10 | 2  | 7  | 42 | 33  | 22  | +9   |                                       |
| 6   | Beerschot                            | 20 | 9  | 2  | 9  | 47 | 43  | 20  | +4   |                                       |
| 7   | C.S. Verviétois                      | 19 | 8  | 0  | 11 | 43 | 63  | 16  | -20  |                                       |
| 8   | C.S. Brugeois                        | 19 | 6  | 3  | 10 | 33 | 40  | 15  | -7   |                                       |
| 9   | Léopold Club de Bruxelles            | 19 | 5  | 2  | 12 | 35 | 60  | 12  | -25  |                                       |
| 10  | Antwerp F.C.                         | 18 | 4  | 1  | 13 | 28 | 56  | 9   | -28  |                                       |
| 11  | Athletic & Running Club de Bruxelles | 20 | 0  | 0  | 20 | 5  | 116 | 0   | -111 | No participa en la próxima temporada. |

PJ = Partidos jugados; PG = Partidos ganados; PE = Partidos empatados; PP = Partidos perdidos; GF = Goles a favor; GC = Goles en contra; Pts = Puntos; DG = Diferencia de goles